# 字饰

字母“ג”（右下）上的三个字饰。

字饰是抄经士在抄写犹太教经卷《圣书》（Sifrei Kodesh）、《经文护符匣》（Tefillin）和《门框经文盒》（Mezuzot）时对其中的一些希伯来字母上附加的装饰图案。这种抄写装饰的希伯来语名称是“kether”（כתר），该词在阿拉姆语和希伯来语中均表示“冠冕”之意。